# Красний Дмитро Олександрович
Красний Дмитро Олександрович (нар. 13 листопада 1985 року у с. Макарів Київської області) — український митець, створює роботи в техніках лінорит, офорт, шовкодрук, монотипія, літографія.

## Біографія
Дитинство провів у місті Остер Чернігівської області. Закінчив Національний транспортний університет. Мешкає в Києві.
Навчався в художній студії при Києво-Могилянській академії «Антресоля», Школі візуальних комунікацій. Роботи експонувалися на персональних виставках в галереї P.art.com та Французькому культурному центрі у Києві. Фіналіст конкурсу молодих художників МУХІ (2017). Роботи зберігаються в приватних колекціях в Україні, Росії, Білорусії, Франції, США та Ізраїлі.

## Виставки
- «Самотність Гіпатії» (Львів, 2019 рік)[4]
- «Кобиляча голова» (Київ, Ridni ANIMATION: secret place 2019 рік) [5]

- «ТАРТАРАРИ» в (Київ, DYMCHUK GALLERY, 2020 рік)[6]
- «Різати з себе. Колажі» (Львів, Дрогобич, 2020—2021 роки)[7][8]
- «У нас всі вдома» (Київ, Український дім, онлайн-виставка)[9]
- «Як я провив минулого лютого» (Бункермуз, Тернопіль, 2020 рік)[10]
- «Здати себе в архів» (Ужгород, 2021 рік)[11]

## Фільмографія
- 2011 — «Справжні новини» (документальний, у співавторстві з Катериною Горностай)
- 2015 — «Віддалік» (ігровий, короткометражний, сценарій — у співавторстві з Катериною Горностай)
- 2016 — «Згущьонка» (ігровий, короткометражний, сценарій — у співавторстві з Катериною Горностай)

## Нагороди
- 2011 — «Справжні новини» (у співавторстві з Катериною Горностай), приз «Найкраще документальне кіно» на 2-му кінофестивалі короткометражних фільмів про журналістів «Кіномедіа».
- 2015 — «Віддалік» (сценарій Катерини Горностай та Дмитра Красного), приз «За найкращий український фільм» на 8-му Міжнародному кінофестивалі короткометражних фільмів у Львові «Wiz-Art».[12]